# Wilhelm Heinrich von Gwinner

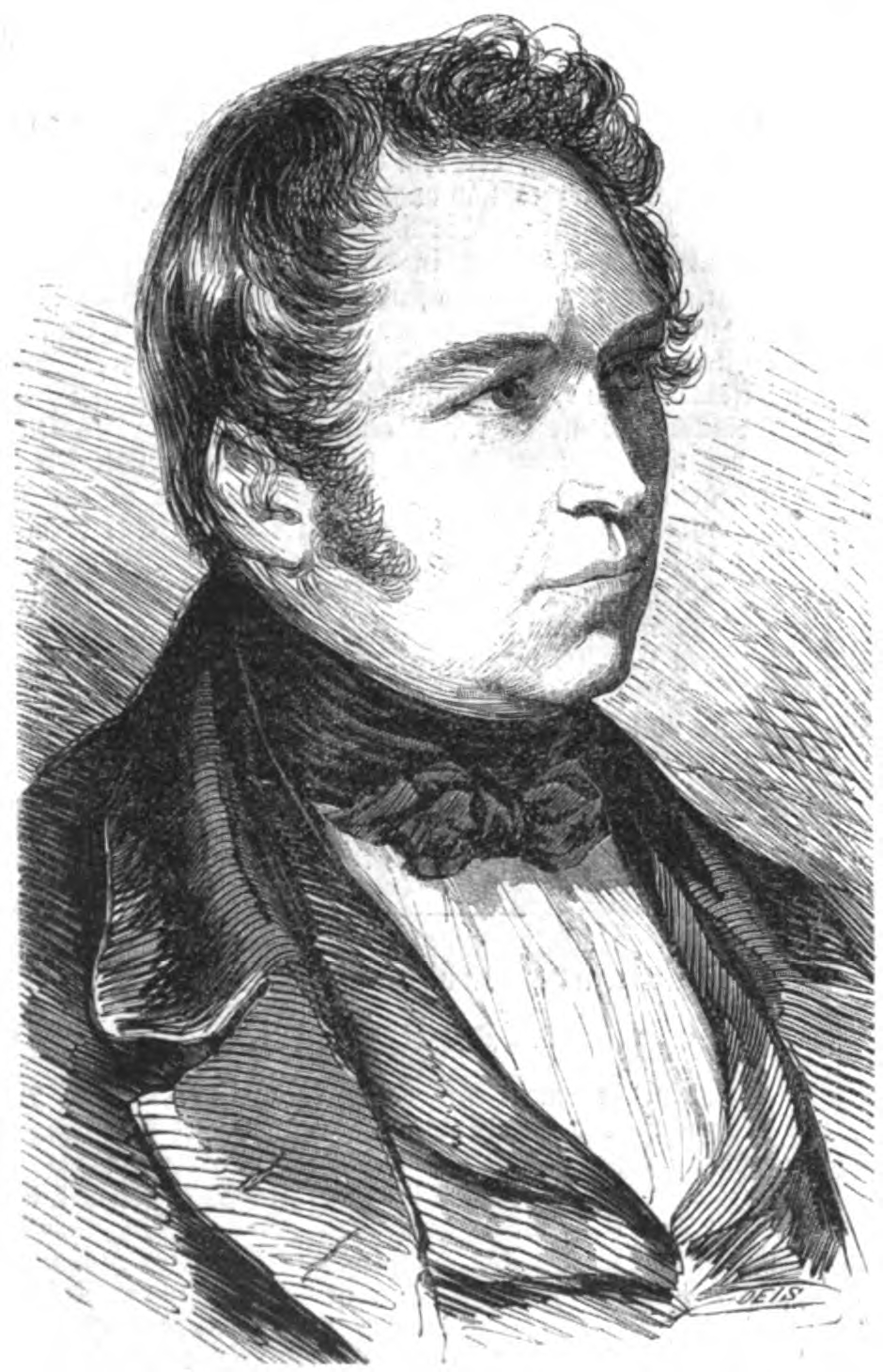
Wilhelm Heinrich von Gwinner, 1847. Grafik von Deis.

Wilhelm Heinrich Gwinner, ab 1853 von Gwinner, (* 13. Oktober 1801 in Ötisheim; † 19. Januar 1866 in Bistritz, Böhmen) war ein deutscher Forstwissenschaftler und Politiker.

## Leben und Werk
Wilhelm Heinrich Gwinner besuchte die Dorfschule in Ötisheim, daneben nahm er Privatstunden beim Ortspfarrer Friedrich Gottlieb Hochstetter. 1815 wurde er Inzipient bei einem Notar in Maulbronn und 1818 erlangte er die akademische Vorprüfung für das Studium, ohne dass er vorher eine Lateinschule besucht hatte. 1819 und 1820 studierte er in Tübingen Kameral- und Forstwissenschaften bei Johann Christian Hundeshagen, wo er 1819 Mitglied der Burschenschaft Germania wurde. 1821 bis 1826 arbeitete er als Assistent beim Forstamt Bebenhausen, 1826–41 war er Lehrbeauftragter und Professor der Forstwissenschaft an der Akademie Hohenheim. 1841 trat er als Kreisforstrat in Ellwangen in die württembergische Staatsforstverwaltung über und wurde 1850 in die Zentralforstbehörde bei der Oberfinanzkammer in Stuttgart berufen.
Von Gwinner war von 1844 bis 1848 Mitglied der Kammer der Abgeordneten. 1858 trat er als Geheimer Finanzrat in den Dienst des Fürsten Karl Anton von Hohenzollern-Sigmaringen, dessen böhmische Herrschaften er verwaltete.
Er starb unerwartet am 19. Januar 1866 an Darmblutungen.

## Ehrungen, Nobilitierung
Wilhelm Heinrich von Gwinner erhielt 1853 das Ritterkreuz des Ordens der württembergischen Krone, welches mit dem persönlichen Adelstitel verbunden war. 1863 wurde er mit dem Ehrenkreuz des Hohenzollern’schen Hausordens geehrt.

## Schriften (Auswahl)
- Gallerie württembergischer Forstleute von 1700 bis 1850. Stuttgart 1856.
- Der Waldbau in kurzen Umrissen. Schweizerbart, Stuttgart 1834, (weitere Auflagen, 4. von Leopold Dengler erweitert).
- Anleitung zur Holzzucht außerhalb des Waldes. Ellwangen 1849.
- Der Schwarzwald in forstwissenschaftlicher Beziehung. Stuttgart 1833.
- Forstliche Mitteilungen (Stuttgart) u. a.
- Monatsschrift für Forst- und Jagdwesen (Stuttgart), fortgesetzt von Leopold Dengler.